# NGC 3052
إن جي سي 3052 التي يرمز لها بالرمز NGC 3052، هي مجرة، في كوكبة الشجاع.

## الاكتشاف
اكتشفت في 7 فبراير 1785، بواسطة ويليام هيرشل.